# Матија Цаната
Матија Цаната (итал. Mattia Zanatta, Тревизо, Италија) је италијански и српски певач, композитор и текстописац. 

## Биографија
Цаната је рођен у музичкој породици, са 6 година почиње да свира клавир, а са 13 година уписује Конзерваторијум „Бенито Марчело” у Венецији где је дипломирао на одсеку за клавир. 
После дипломирања на Конзерваторијуму, ради као пијаниста, хоровођа, наставник музике, а посебно се бави певањем. Године 2004. се сели у Рим, где је дипломирао дизајн звука и радио као певач, музичар, текстописац и филмски инжењер и инжењер звука у студијима постпродукције за филм, студијима за инжењерство звука и музичким академијама. У Риму упознаје супругу Александру Мирковић, која данас пише текстове за његове песме. Венчали су се и живели у родном граду певача, Тревизу, али су се године 2014. преселили у Београд. Као свој данашњи циљ наводи представљање италијанске музике у Србији.  Из брака са Александром има двоје деце.
Године 2016. је основао креативну продукцијску кућу SIMONE Creative and Production House у Београду. Године 2018. новосадски Биг бенд организовао је музички спектакл „РОК ОПЕРА“. Један од солиста на концерту био је и Цаната.
У мају 2018. године био је на турнеји у Парагвају, на позив италијанске амбасаде у Парагвају. Наступао је у многим земљама укључујући Србију, Италију, Хрватску, Пољску, Словенију и Црну Гору. Више пута је сарађивао са Италијанским институт за културу у Београду и организовао концерте италијанске музике.
Године 2020. је у Комбанк арени одржао концерт Три фантастична тенора, заједно са Душаном Свиларем и Стеваном Каранцем, уз инструменталну пратњу ансамбла новосадског Биг бенда и оркестра Српског народног позоришта из Новог Сада. На репертоару су биле љубавне песме  филмског, оперског и светског репертоара, забавне и евергин музике.
Радио је музику и аранжман за песму Врати ми Игора Симића, са којом се певач представио на Београдском пролећу 2022. године.

### Песма за Евровизију
Године 2023. учествује на Песми за Евровизију ’23 у дуету са Ангелом Касијани и песмом Нови свет. Композицију за песму урадила је италијански композитор Микеле Бонивенто. Цаната је написао текст за песму у потпуности на енглеском, а Предраг Цветковић је помогао у писању текста на српском језику. Нису успели да се пласирају у финале.

## Награде и номинације
| Година | Награда                 | Категорија | Рад                             | Исход               | Реф.          |
| ------ | ----------------------- | ---------- | ------------------------------- | ------------------- | ------------- |
| 2023.  | Песма за Евровизију ’23 |            | Нови свет (са Ангелом Касијани) | Испали и полуфиналу | [ 12 ] [ 13 ] |